# Вухтимське сільське поселення
Вухти́мське сільське поселення (рос. Вухтымское сельское поселение) — муніципальне утворення у складі Прилузького району Республіки Комі, Росія. Адміністративний центр — селище Вухтим.

## Населення
Населення — 938 осіб (2017, 1126 у 2010, 1322 у 2002, 1536 у 1989).

## Склад
До складу поселення входять такі населені пункти:
| Населений пункт     | Населення, осіб (1989) | Населення, осіб (2002) | Населення, осіб (2010) |
| ------------------- | ---------------------- | ---------------------- | ---------------------- |
| Вухтим, селище      | 1001                   | 879                    | 755                    |
| Киддзявідзь, селище | 535                    | 443                    | 371                    |